# 1928年ウィンブルドン選手権
1928年 ウィンブルドン選手権（1928ねんウィンブルドンせんしゅけん、The Championships, Wimbledon 1928）に関する記事。イギリス・ロンドン郊外にある「オールイングランド・ローンテニス・アンド・クローケー・クラブ」にて開催。

## シード選手

### 男子シングルス
1. アンリ・コシェ　（準優勝）
2. ルネ・ラコステ　（優勝、3年ぶり2度目）
3. ビル・チルデン　（ベスト4）
4. フランシス・ハンター　（1回戦）
5. ジャン・ボロトラ　（ベスト8）
6. ジョン・ヘネシー　（ベスト8）
7. ウンベルト・デ・モルプルゴ　（ベスト8）
8. ジェラルド・パターソン　（4回戦）

### 女子シングルス
1. ヘレン・ウィルス　（優勝、大会2連覇）
2. リリ・デ・アルバレス　（準優勝）
3. アイリーン・ベネット　（ベスト8）
4. エリザベス・ライアン　（ベスト4）
5. コルネリア・ボウマン　（3回戦）
6. フィービ・ワトソン　（ベスト8）
7. シリー・アウセム　（ベスト8）
8. ヘレン・ジェイコブス　（3回戦）

### 男子ダブルス
1. ビル・チルデン＆ フランシス・ハンター
2. アンリ・コシェ＆ ジャック・ブルニョン
3. ジョージ・ロット＆ ジョン・ヘネシー
4. ジェラルド・パターソン＆ ジョン・ホークス

### 女子ダブルス
1. エリザベス・ライアン＆ ジョーン・オースチン
2. アーミントルード・ハーベイ＆ アイリーン・ベネット
3. フィービ・ワトソン＆ ペギー・ソーンダース
4. コルネリア・ボウマン＆ イブリン・コリヤー

### 混合ダブルス
1. アンリ・コシェ＆ アイリーン・ベネット
2. パトリック・スペンス＆ エリザベス・ライアン
3. フランシス・ハンター＆ ヘレン・ウィルス
4. ゴードン・クロール＝リーズ＆ フィービ・ワトソン

## 大会経過

### 男子シングルス
準々決勝
- アンリ・コシェ vs.  ジョン・ヘネシー　6-4, 6-1, 5-7, 6-3
- クリスチャン・ボッサス vs.  ジャック・ブルニョン　12-10, 10-8, 6-2
- ビル・チルデン vs.  ジャン・ボロトラ　8-6, 3-6, 6-3, 6-2
- ルネ・ラコステ vs.  ウンベルト・デ・モルプルゴ　6-2, 6-3, 6-4

準決勝
- アンリ・コシェ vs.  クリスチャン・ボッサス　11-9, 3-6, 6-2, 6-3
- ルネ・ラコステ vs.  ビル・チルデン　2-6, 6-4, 2-6, 6-4, 6-3

### 女子シングルス
準々決勝
- ヘレン・ウィルス vs.  フィービ・ワトソン　6-3, 6-0
- エリザベス・ライアン vs.  エレーヌ・ニコロプーロ　6-1, 4-6, 6-2
- ダフネ・アクハースト vs.  アイリーン・ベネット　2-6, 6-3, 6-2
- リリ・デ・アルバレス vs.  シリー・アウセム　7-5, 6-2

準決勝
- ヘレン・ウィルス vs.  エリザベス・ライアン　6-1, 6-1
- リリ・デ・アルバレス vs.  ダフネ・アクハースト　6-3, 6-0

## 決勝戦の結果
男子シングルス
- ルネ・ラコステ vs.  アンリ・コシェ　6-1, 4-6, 6-4, 6-2

女子シングルス
- ヘレン・ウィルス vs.  リリ・デ・アルバレス　6-2, 6-3

男子ダブルス
- アンリ・コシェ＆ ジャック・ブルニョン vs.  ジェラルド・パターソン＆ ジョン・ホークス　13-11, 6-4, 6-4

女子ダブルス
- フィービ・ワトソン＆ ペギー・ソーンダース vs.  アーミントルード・ハーベイ＆ アイリーン・ベネット　6-2, 6-3

混合ダブルス
- パトリック・スペンス＆ エリザベス・ライアン vs.  ジャック・クロフォード＆ ダフネ・アクハースト　7-5, 6-4